# Simeone Cattalinich
Simeone Cattalinich (geboren als Šimun Katalinić am 17. September 1889 in Zara, Königreich Dalmatien; gestorben am 4. März 1977) war ein italienischer Ruderer.
Cattalinich wurde im Königreich Dalmatien geboren, einem Teil von Österreich-Ungarn. Nach dem Ersten Weltkrieg fiel seine Heimatstadt durch den Grenzvertrag von Rapallo an Italien.
Cattalinich gehörte bei den Europameisterschaften 1922 zum italienischen Achter, der die Silbermedaille hinter dem Achter aus Frankreich gewann. Bei den Europameisterschaften 1923 gewann der italienische Achter mit Luigi Miller, Carlo Toniatti, Simeone Cattalinich, Pietro Ivanov, Giuseppe Crivelli, Francesco Cattalinich, Bruno Sorich, Latino Galasso und Steuermann Vittorio Gliubich den Titel vor dem Boot aus der Schweiz. Im Jahr darauf trat der italienische Achter bei den Olympischen Spielen mit Antonio Cattalinich, Francesco Cattalinich, Simeone Cattalinich, Giuseppe Crivelli, Latino Galasso, Pietro Ivanov, Bruno Sorich, Carlo Toniatti und Vittorio Gliubich an. Hinter den Booten aus den Vereinigten Staaten und aus Kanada gewann der italienische Achter die Bronzemedaille vor den Briten.
Die drei Brüder Cattalinich gehörten dem Ruderklub Diadora in ihrer Heimatstadt Zara an.